# میریان تالکلامانیدزه
میریان تالکلامانیدزه (انگلیسی: Mirian Tsalkalamanidze؛ ۲۰ آوریل ۱۹۲۷ – ۳ اوت ۲۰۰۰ (۷۳ سال)) کشتی‌گیر اهل گرجستان بود.
وی در مسابقات کشوری و بین‌المللی در مجموع برندهٔ ۱ مدال طلا، ۱ مدال نقره، ۱ مدال برنز شده‌است.
وی در بازی‌های المپیک تابستانی ۱۹۵۶ در مگس وزن کشتی آزاد توانست مدال طلا کسب کند.